# Diocese de Casale Monferrato
A Diocese de Casale Monferrato (Dioecesis Casalensis) é uma circunscrição eclesiástica da Igreja Católica na Itália, pertencente à Província Eclesiástica do Piemonte e à Conferenza Episcopale Italiana, sendo sufragânea da Arquidiocese de Vercelli.
A sé episcopal está na Duomo de Casale Monferrato.

## Território
Em 2004 contava 101.500 batizados, numa população de 103.900 habitantes. As paroquias da diocese são 115.

## História
A Diocese foi erguida por Papa Sisto IV em 8 de abril 1474 com a bula Pro excellenti, cortando um pedaço da Arquidiocese de Vercelli e da Diocese de Asti. Antigamente era sufragânea da Arquidiocese de Milão.
Na epoca de Napoleão virou sufragânea da Arquidiocese de Turim, mas em 17 de julho 1817 passou ser sufragânea da Arquidiocese de Vercelli, quando esta virou Metropolitana.

## Cronologia dos Bispos do seculo XX
|        | Nome                 | Período   | Notas                       |        |
| Bispos | Bispos               | Bispos    | Bispos                      | Bispos |
| ------ | -------------------- | --------- | --------------------------- | ------ |
|        | Gianni Sacchi        | 2017-     | Atual                       |        |
|        | Alcèste Catella,     | 2008-2017 |                             |        |
|        | Germáno Zaccheo †    | 1995-2007 |                             |        |
|        | Carlos Cavalla †     | 1971-1995 |                             |        |
|        | Josè Angrisani †     | 1940-1971 |                             |        |
|        | Albino Pella †       | 1915-1940 |                             |        |
|        | Ludovico Gavotti †   | 1903-1915 | Nomeado Arcebispo de Génova |        |
|        | Paulo Maria Barone † | 1892-1903 |                             |        |